# Рюндюг
Рюндюг (Рюндюк) — река в России, протекает в Октябрьском и Вохомском районах Костромской области. Устье реки находится в 22 км по левому берегу реки Вохма. Длина реки составляет 14 км.
Исток реки находится в Октябрьском районе восточнее деревни Верхний Рюндюг и в 17 км к юго-востоку от посёлка Вохма. Река течёт на запад, затем на северо-запад. На реке находятся деревни Верхний Рюндюг и Веденье. Крупнейший приток — Елховка (правый). Рюндюг впадает в Вохму в 9 км к юго-востоку от посёлка Вохма.

## Данные водного реестра
По данным государственного водного реестра России относится к Верхневолжскому бассейновому округу, водохозяйственный участок реки — Ветлуга от истока до города Ветлуга, речной подбассейн реки — Волга от впадения Оки до Куйбышевского водохранилища (без бассейна Суры). Речной бассейн реки — (Верхняя) Волга до Куйбышевского водохранилища (без бассейна Оки).
По данным геоинформационной системы водохозяйственного районирования территории РФ, подготовленной Федеральным агентством водных ресурсов:
- Код водного объекта в государственном водном реестре — 08010400112110000041387
- Код по гидрологической изученности (ГИ) — 110004138
- Код бассейна — 08.01.04.001
- Номер тома по ГИ — 10
- Выпуск по ГИ — 0